# Таньчжэ

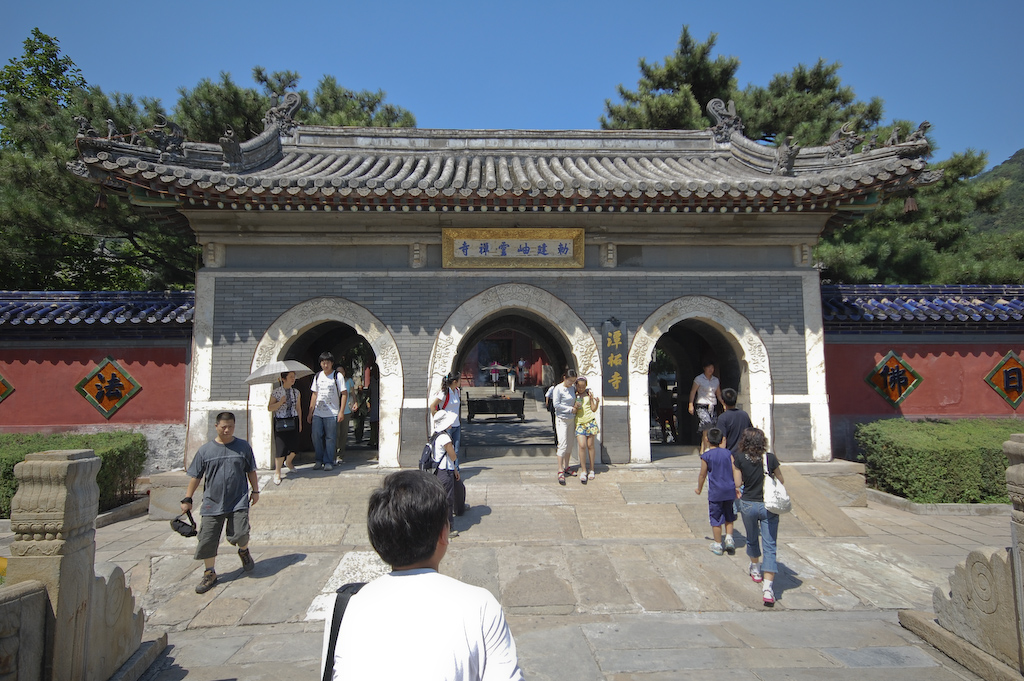
ТАНЬЧЖЭ

Таньчжэ (кит. 潭柘寺) — крупный буддийский храмовый комплекс на западе от Пекина по 108 трассе в Западных Горах ( Сишань ). Это один из самых известных храмов Китая, построенный ещё в эпоху Цзинь ( 265-420 ). Название происходит от горы Таньчжэшань, которая своим названием обязана расположенному поблизости Драконьему пруду - Лунтань и растущим вокруг него деревьям чжэ ( Кудрания триостренная )..

ТАНЬЧЖЭСЫ

 По преданию на территории Таньчже захоронена дочь Хубилай хана принцесса Мяоян ( правнучка Чингисхана ), ставшая буддийской монахиней.